# Richard Lynch
Richard Hugh Lynch (Brooklyn, 1940. február 12. – Yucca Valley, 2012. június 19.) amerikai színész.
Leginkább negatív szereplők megformálásával vált ismertté, filmekben és a televízióban. Termékeny munkássága során több mint 160 filmben szerepelt.

## Fiatalkora és pályafutása
1940. február 12-én született Brooklynban, ír származású katolikus szülők gyermekeként. Van egy bátyja, Barry és két nővére, Carole Taylor és Cathy Jones. Négy évet szolgált az amerikai tengerészgyalogságnál. 
Jellegzetes, sebhelyes arca népszerű negatív szereplővé tette a filmvásznon. A hegek egy 1967-es balesetből származnak, amikor a New York-i Central Parkban, kábítószer hatása alatt felgyújtotta magát, és testének több mint 70%-a megégett. Felépülése több mint egy évig tartott, eközben felhagyott a kábítószerfogyasztással, majd a The Actors Studio és a HB Studio növendéke lett. 
1970-ben Robert De Niróval, Sally Kirklanddel és Diane Ladd-dal együtt szerepelt a Shelley Winters által írt, rövid életű One Night Stands of a Noisy Passenger című off-Broadway-darabban. 1977-ben együtt állt színpadra közeli barátjával, Al Pacinóval egy The Basic Training of Pavlo Hummel című Broadway-színműben. Lynchet – aki egy kerekesszékes vietnami veteránt alakított – 1977-ben Tony-díjra jelölték a darabbal.
Gyakran alakított gonosztevőt, többek közt olyan filmekben, mint az 1973-as Madárijesztő, amely filmes debütálását jelentette, továbbá a Hétpróbás gazemberek (1973), a Talen kardja (1982), a Lidérces álmok (1988) és A kis Nikita (1988). 1982-ben elnyerte a legjobb férfi mellékszereplőnek járó Szaturnusz-díjat a gonosz Cromwell király szerepéért a Talen kardjában. Barry nevű testvérével együtt szerepelt a Mexikó kommandó (1987) és a Total Force (1996) című filmekben. Bár leginkább negatív karakterek megformálásáról ismert, a 2007-es Mil Mascaras vs. the Aztec Mummy című filmben az USA elnökét játszotta el. 
A színészet mellett zenészként is aktív volt, szaxofonozott, gitározott, zongorázott és furulyázott. Ír származású szülei révén rendelkezett ír állampolgársággal, és gyakori vendég volt Írországban. Feleségével, Lilyvel együtt szerepelt A hallgatáson túl (1998), fiával, Christopher Lynch-csel pedig a Gyilkos révület (1992) című filmben. 
Az évek során barátjával és kollégájával, Don Calfával több filmben is együtt dolgozott: Necronomicon – A holtak könyve (1993), A félelem árnyékában (1995), a Corpses Are Forever (2003) és Lewisburg (2009).

## Magánélete és halála
Kétszer házasodott: első felesége Béatrix Lynch volt, kapcsolatukból egy fiú született, Christopher Lynch (aki 2005-ben halt meg tüdőgyulladásban). Második házasságát pedig Lily Lynch-csel kötötte
Holttestét 2012. június 19-én találták meg a kaliforniai Yucca Valleyben lévő otthonában. Nem sikerült megállapítani, hogy Lynch június 18-án vagy június 19-én halt-e meg. Miután néhány napig nem hallott Lynchről, barátja, Carol Vogel színésznő elment otthonába, ahol a bejárati ajtó nyitva volt, a férfi holttestét pedig a konyhában találta meg. A hivatalos bejelentés szerint szívroham okozta halálát. 
Egyes hírek tévesen 1936-ot tüntették fel születési évként, de a családja által a Los Angeles Timesban közzétett gyászjelentés a helyes, 1940-es dátumot tette közzé.

## Filmográfia

### Film
| Év   | Magyar cím                                   | Eredeti cím                             | Szerep                                            | Magyar hang     |
| ---- | -------------------------------------------- | --------------------------------------- | ------------------------------------------------- | --------------- |
| 1973 | Madárijesztő                                 | Scarecrow                               | Riley                                             | Ujréti László   |
| 1973 | Hétpróbás gazemberek                         | The Seven-Ups                           | Moon                                              | Lux Ádám        |
| 1974 |                                              | Open Season                             | Art                                               |                 |
| 1975 |                                              | The Happy Hooker                        | rendőr                                            |                 |
| 1976 |                                              | The Premonition                         | Jude                                              |                 |
| 1976 | Démon                                        | God Told Me To                          | Bernard Phillips                                  | Barbinek Péter  |
| 1977 |                                              | The Baron                               | Joey                                              |                 |
| 1977 | Kaszkadőrök                                  | Stunts                                  | Pete Lustig                                       | Szombathy Gyula |
| 1978 |                                              | Deathsport                              | Ankar Moor                                        |                 |
| 1979 |                                              | Steel                                   | táncos                                            |                 |
| 1979 |                                              | Delta Fox                               | David 'Delta' Fox                                 |                 |
| 1980 | A kilencedik alakzat                         | The Ninth Configuration                 | Richard                                           |                 |
| 1980 | A képlet                                     | The Formula                             | Helmut Kladen tábornok / Frank Tedesco            | Juhász Jácint   |
| 1982 | Talen kardja – Harc a mágia ellen            | The Sword and the Sorcerer              | Titus Cromwell                                    | Tolnai Miklós   |
| 1984 |                                              | Treasure: In Search of the Golden Horse | narrátor (hangja)                                 |                 |
| 1985 | Szállj el messze                             | Cut and Run                             | Brian Horne ezredes                               |                 |
| 1985 | Tomboló terror                               | Invasion U.S.A                          | Mikhail Rostov                                    | Dózsa László    |
| 1985 | Tomboló terror                               | Invasion U.S.A                          | Mikhail Rostov                                    | Varga T. József |
| 1985 |                                              | Savage Dawn                             | Romano tiszteletes                                |                 |
| 1987 | Barbár fivérek                               | The Barbarians                          | Kadar                                             | Sztarenki Pál   |
| 1987 | Barbár fivérek                               | The Barbarians                          | Kadar                                             | Sörös Sándor    |
| 1987 | Mexikói kommandó                             | Nightforce                              | Bishop                                            | Balázsi Gyula   |
| 1988 | A kis Nikita                                 | Little Nikita                           | Búvár                                             |                 |
| 1988 | Lidérces álmok                               | Bad Dreams                              | Franklin Harris                                   | Kárpáti Tibor   |
| 1989 | A magányos erő                               | One Man Force                           | Adams                                             | Szersén Gyula   |
| 1989 |                                              | High Stakes                             | Slim                                              |                 |
| 1990 | Lambada, a tiltott tánc                      | The Forbidden Dance                     | Benjamin Maxwell                                  |                 |
| 1990 | Fehér Fantom                                 | Aftershock                              | Eastern parancsnok                                | Barbinek Péter  |
| 1990 |                                              | Return to Justice                       | Jethro Lincoln seriff                             |                 |
| 1990 |                                              | Invasion Force                          | Michael Cooper                                    |                 |
| 1990 |                                              | Lockdown                                | James Garrett                                     |                 |
| 1991 |                                              | Alligator II: The Mutation              | 'Hawk' Hawkins                                    |                 |
| 1991 | Delejezettek 2.                              | Trancers II                             | Dr. E.D. Wardo                                    | Kristóf Tibor   |
| 1991 |                                              | The Last Hero                           | Montoro                                           |                 |
| 1991 | Gyilkos bábok 3. – Toulon bosszúja           | Puppet Master III: Toulon's Revenge     | Kraus őrnagy                                      |                 |
| 1992 | Maximális erő                                | Maximum Force                           | Max Tanabe                                        | Vajda László    |
| 1992 |                                              | Cashfire                                | Mario Gio                                         |                 |
| 1992 |                                              | Double Threat                           | Robert Fenich nyomozó                             |                 |
| 1993 | A hatalom kardja                             | Merlin                                  | Pendragon                                         | Reviczky Gábor  |
| 1993 | Nekronomicon – Holtak könyve                 | Necronomicon                            | Jethro De Lapoer                                  | Barbinek Péter  |
| 1994 | Scanner Cop – A zsaru, aki előtt nincs titok | Scanner Cop                             | Karl Glock                                        | Kristóf Tibor   |
| 1994 | Cyborg 3. – A teremtő                        | Cyborg 3: The Recycler                  | Anton Lewellyn                                    | Uri István      |
| 1994 |                                              | Midnight Confessions                    | Harris nyomozó                                    |                 |
| 1994 | Veszélyes vizek                              | Dangerous Waters                        | admirális                                         | Tolnai Miklós   |
| 1994 |                                              | Death Match                             | Jimmie Fratello                                   |                 |
| 1994 |                                              | Loving Deadly                           | Dr. Mel                                           |                 |
| 1995 | A félelem árnyékában                         | Terrified                               | irodista                                          |                 |
| 1995 |                                              | Dragon Fury                             | Vestor                                            |                 |
| 1995 | Arizonai farkasvér                           | Werewolf                                | Noel                                              |                 |
| 1995 | Meghívó a halálba                            | Warrior of Justice                      | Doug / Mester                                     | Tolnai Miklós   |
| 1995 |                                              | Destination Vegas                       | Richard                                           |                 |
| 1996 | Magányos tigris                              | Lone Tiger                              | Bruce Rossner                                     | Tolnai Miklós   |
| 1996 |                                              | Total Force                             | Dr. Edmund Wellington                             |                 |
| 1996 | Gyémánthajsza                                | Diamond Run                             | Sloan                                             |                 |
| 1996 |                                              | Vendetta                                | Dr. David Wilson                                  |                 |
| 1997 | Eskü alatt                                   | Under Oath                              | Daniel Saltarelli                                 |                 |
| 1997 |                                              | Divine Lovers                           | Gregory                                           |                 |
| 1998 |                                              | Shattered Illusions                     | Sal                                               |                 |
| 1998 | Armstrong                                    | Armstrong                               | Vladimir Zukov tábornok                           | Barbinek Péter  |
| 1998 |                                              | Love and War II                         | Cimino                                            |                 |
| 1999 | Lima – A hallgatáson túl                     | Lima: Breaking the Silence              | James Gallagher, ír nagykövet                     | Galkó Balázs    |
| 1999 |                                              | Eastside                                | Mihalas Gabriel                                   |                 |
| 1999 | Célterület                                   | Enemy Action                            | Dimitri                                           | Szersén Gyula   |
| 2001 |                                              | Death Game                              | Canton rendőrfőnök                                |                 |
| 2001 |                                              | Ankle Bracelet                          | Jerry                                             |                 |
| 2002 | Őrült hajsza                                 | Outta Time                              | Franco                                            |                 |
| 2002 | Bűn és bűnhődés                              | Crime and Punishment                    | Pjotr Petrovics Luzsin                            |                 |
| 2002 |                                              | Curse of the Forty-Niner                | Prichard                                          |                 |
| 2003 |                                              | Fabulous Shiksa in Distress             | küldönc                                           |                 |
| 2003 |                                              | Ancient Warriors                        | Curtis Mayhew                                     |                 |
| 2003 |                                              | The Mummy's Kiss                        | Dr. Wallis Harwa                                  |                 |
| 2003 |                                              | Corpses Are Forever                     | Morton tábornok                                   |                 |
| 2005 |                                              | The Great Wall of Magellon (rövidfilm)  | idős Akillian                                     |                 |
| 2006 |                                              | Wedding Slashers                        | Daddy                                             |                 |
| 2007 |                                              | Mil Mascaras vs. the Aztec Mummy        | amerikai elnök                                    |                 |
| 2007 | Halloween                                    | Halloween                               | Chambers igazgató                                 |                 |
| 2009 |                                              | Dark Fields                             | Karl Lumis / Mr. Jones                            |                 |
| 2009 | Króm angyalok                                | Chrome Angels                           | Ted bácsi                                         |                 |
| 2009 |                                              | The Rain                                | Karl Lumis                                        |                 |
| 2010 |                                              | Resurrection                            | elnök                                             |                 |
| 2011 |                                              | Gun of the Black Sun                    | Damian Lupescu                                    |                 |
| 2012 |                                              | The Lords of Salem                      | Jonathan Hawthorne tiszteletes (törölt jelenetek) |                 |

### Televízió
| Év        | Magyar cím                        | Eredeti cím                        | Szerep                                               | Megjegyzések                                 |
| --------- | --------------------------------- | ---------------------------------- | ---------------------------------------------------- | -------------------------------------------- |
| 1975–1979 | Starsky és Hutch                  | Starsky & Hutch                    | Zane / Lionel Fitzgerald III / Joey                  | 3 epizód                                     |
| 1977      | San Francisco utcáin              | Streets of San Francisco           | Harry Kraft                                          | 1 epizód                                     |
| 1978      | Csillagközi romboló               | Battlestar Galactica               | Wolfe                                                | 2 epizód                                     |
| 1979      |                                   | Buck Rogers in the 25th Century    | Morgan Velosi                                        | 1 epizód                                     |
| 1979      | Charlie angyalai                  | Charlie's Angels                   | Freddie Jefferson                                    | 1 epizód                                     |
| 1979–1981 |                                   | Vega$                              | Mr. North / Benjamin Lang                            | 2 epizód                                     |
| 1980      |                                   | Galactica 1980                     | Xaviar parancsnok                                    | 3 epizód                                     |
| 1980      |                                   | Alcatraz: The Whole Shocking Story | Sam Shockley                                         | tévéfilm                                     |
| 1981–1982 |                                   | The Phoenix                        | Justin Preminger                                     | 5 epizód                                     |
| 1983      | T. J. Hooker                      | T.J. Hooker                        | Virgil Dobbs                                         | - 1 epizód - magyar hangja: - Bácskai János  |
| 1983–1984 |                                   | The Fall Guy                       | Robert Vessman / Randolph Gresham                    | 2 epizód                                     |
| 1984      | Kék villám                        | Blue Thunder                       | P.V.C.                                               | 1 epizód                                     |
| 1984      | A szupercsapat                    | The A-Team                         | John Turian                                          | 1 epizód                                     |
| 1984      |                                   | Matt Houston                       | Jesse Mercer                                         | 1 epizód                                     |
| 1985      |                                   | Airwolf                            | Neal Streep / Gerald Van Dorian / John Bradford Horn | 1 epizód                                     |
| 1987      |                                   | The Law & Harry McGraw             | Trent                                                | 1 epizód                                     |
| 1987      |                                   | Werewolf                           | Servan Domballe                                      | 1 epizód                                     |
| 1989      |                                   | Hunter                             | Frank Lassiter                                       | 2 epizód                                     |
| 1990      | Kojak: Virágok Matty-nek          | Kojak: Flowers for Matty           | Sands                                                | tévéfilm                                     |
| 1991–1992 |                                   | Super Force                        | Dr. Lothar Presley                                   | 3 epizód                                     |
| 1992      | Jake meg a dagi                   | Jake and the Fatman                | Richard Rose                                         | 2 epizód                                     |
| 1992–1994 | Gyilkos sorok                     | Murder, She Wrote                  | Michael O'Connor / Philip de Kooning                 | 2 epizód                                     |
| 1993      | Star Trek: Az új nemzedék         | Star Trek: The Next Generation     | Arctus Baran                                         | 2 epizód                                     |
| 1994      | Villám Spencer, a karibi őrangyal | Thunder in Paradise                | Volcoff                                              | 1 epizód                                     |
| 1995      | Hegylakó                          | Highlander: The Series             | John Kirin / Cage                                    | - 1 epizód - magyar hangja: - Harsányi Gábor |
| 1995      | Baywatch                          | Baywatch                           | Diederick                                            | 1 epizód                                     |
| 1995–1996 |                                   | Phantom 2040                       | Graft (hangja)                                       | 12 epizód                                    |
| 1997      | Őrangyalok                        | Noi siamo angeli                   | Alfonso Santillana                                   | - 2 epizód - magyar hangja: - Melis Gábor    |
| 1998      |                                   | Mike Hammer, Private Eye           | Graham Mintner                                       | 1 epizód                                     |
| 1999      | Acapulco akciócsoport             | Acapulco H.E.A.T.                  | Elliot Roth                                          | - 1 epizód - magyar hangja: - Forgács Gábor  |
| 2003      | Bűbájos boszorkák                 | Charmed                            | Cronyn                                               | 1 epizód                                     |